# 마라비록
마라비록(Maraviroc)은 Selzentry(미국)와 Celsentri(EU)라는 상표명으로 판매되고 있으며 HIV 감염 치료에 사용된다.
CCR5 수용체 길항제로 분류되는 항레트로바이러스제이자 HIV의 진입 억제제로 분류된다.
이 약은 또한 임상 1상/2상 시험에서 백혈병으로 인해 동종 골수 이식을 받은 환자의 이식편대숙주병을 감소시키는 것으로 나타났다.

## 의학적 사용
두 번의 무작위화된 위약(플라시보) 조절 임상 실험에서, 209명에 대하여는 최적화된 치료와 위약을 투여하고 426명은 최적화된 치료와 마라비록을 하루에 한 번 150mg 투여, 414명은 최적화된 치료와 마라비록을 매일 2회 150mg 투여하였다.
48주차에, 하루에 한 번 마라비록을 복용하는 참가자의 55%, 매일 두 번 약물을 복용하는 참가자의 60%, 위약을 복용한 참가자의 26%가 400 copies/mL 미만의 바이러스 부하에 도달했다.
바이러스 부하가 50 copies/mL 미만에 도달한 경우는 1일 1회 약 44%, 1일 2회 45% 및 위약을 받은 사람들 23%였다. 또한, 잠입 억제제를 투여받은 사람들은 CD4+ 세포의 수가 1일 1회 투여 그룹에서 110개의 cell/μL, 1일 2회 투여 그룹에서 106개의 cell/μL, 위약 투여 그룹에서는 56개의 cell/μL만큼의 평균적인 증가를 보였다.

## 상호 작용
마라비록은 CYP3A에 의해 대사되므로 강력한 CYP3A 저해제와 병용투여시 그 용량을 줄여야 하며, 강력한 CYP3A 유도제와 병용투여시 용량을 늘려야 한다.
저해제와 병용투여시에는 일반적으로 1회 150 mg을 1일 2회 투여, 유도제와 병용투여시에는 1회 600 mg을 1일 2회 투여하며 저해제나 유도제가 아닌 약물과 병용투여시에는 1회 300 mg을 1일 2회 투여해야한다.
대표적인 저해제로는 단백질분해효소 저해제 (티프라나비르/리토나비르 제외), 델라버딘, 부스트(boost)한 엘비테그라비르, 케토코나졸, 이트라코나졸, 클래리트로마이신, 네파조돈, 텔리트로마이신, 보세프레비르, 텔라프레비르 등이 있으며 유도제에는 에파비렌즈, 에트라비린, 리팜피신, 카르바마제핀, 페노바비탈, 페니토인이 있다.

## 유해 효과
마라비록은 간 질환, 피부 반응, 그리고 알레르기 반응을 포함하여 생명을 위협하는 심각한 부작용을 일으킬 수 있다. (간 질환이 발생하기 전에 알레르기 반응이 나타날 수 있다.) Selzentry의 공식 라벨에는 간독성에 대한 블랙박스 경고가 표시되어 있다.
MOTIVATE 시험에서는 마라비록과 플라시보 그룹 간의 안전성에 임상적으로 차이가 나타나지 않았다.

## 작용 기전
마라비록은 잠입 억제제이다. 특히, 마라비록은 CCR5 수용체(특정 인간 세포의 표면에서 발견된다.)의 음성 알로스테릭 조절자이다. 케모카인 수용체 CCR5는 대부분의 HIV 변종에게 필수적인 공동 수용체이며, 바이러스가 숙주 세포로 들어가는 과정에 필요하다. 이 약은 CCR5에 결합되어 HIV 단백질 gp120이 수용체와 연관되는 것을 막는다. 이로 인해 HIV는 인간의 대식세포와 T세포에 들어갈 수 없다. 그러나 HIV는 CXCR4와 같은 다른 핵심 수용체를 사용할 수 있기 때문에, 이 약이 효과적일지 여부를 결정하기 위해선 트로파일 검사와 같은 HIV 트로피즘 테스트를 수행해야 한다.

## 역사
원래 UK-427857로 명명된 마라비록은 제약회사 화이자에 의해 영국 샌드위치 소재의 영국 연구소에서 개발되었다. 2007년 4월 24일 미국 FDA가 마라비록의 신약 신청을 검토하면서 만장일치로 신약 승인을 권고하였고 2007년 8월 6일 치료 경험이 있는 환자에 대한 FDA의 완전한 승인을 받았다.

## 이름
마라비록은 국제일반명(International nonproprietary name (INN))이다.

## 상호 참조
- Discovery and development of CCR5 receptor antagonists
- Aplaviroc
- Cenicriviroc
- Vicriviroc

## 참고 문헌eferences
1. 1 2 3  Reshef R, Luger SM, Hexner EO, Loren AW, Frey NV, Nasta SD,  외. (July 2012). “Blockade of lymphocyte chemotaxis in visceral graft-versus-host disease”. 《N. Engl. J. Med.》 367 (2): 135–45. doi:10.1056/NEJMoa1201248. PMC 3568501. PMID 22784116.
2. 1 2 3  “HIV Drug Reduces Graft-versus-Host Disease in Bone Marrow Transplant Patients, Penn Study Shows”. 《Penn Medicine》 (보도 자료).
3. ↑  Abel S, Russell D, Whitlock LA, Ridgway CE, Nedderman AN, Walker DK (April 2008). “Assessment of the absorption, metabolism and absolute bioavailability of maraviroc in healthy male subjects”. 《British Journal of Clinical Pharmacology》 65 (Suppl 1): 60–7. doi:10.1111/j.1365-2125.2008.03137.x. PMC 2311408. PMID 18333867.
4. 1 2 3 4 5  “Selzentry- maraviroc tablet, film coated Selzentry- maraviroc solution”. 《DailyMed》. 2018년 7월 18일. 2020년 7월 31일에 확인함.
5. ↑  Abel S, Back DJ, Vourvahis M (2009). “Maraviroc: pharmacokinetics and drug interactions”. 《Antiviral Therapy》 14 (5): 607–18. PMID 19704163.
6. ↑  “Celsentri EPAR”. 《European Medicines Agency (EMA)》. 2020년 7월 31일에 확인함.
7. 1 2 3 4  Stephenson J (April 2007). “Researchers buoyed by novel HIV drugs: will expand drug arsenal against resistant virus”. 《JAMA》 297 (14): 1535–6. doi:10.1001/jama.297.14.1535. PMID 17426263.
8. 1 2 3  Emmelkamp JM, Rockstroh JK (October 2007). “CCR5 antagonists: comparison of efficacy, side effects, pharmacokinetics and interactions--review of the literature”. 《European Journal of Medical Research》 12 (9): 409–17. PMID 17933722.
9. 1 2 3  “Maraviroc reduces viral load in naive patients at 48 weeks”. 《AIDS Patient Care and STDs》 21 (9): 703–4. September 2007. PMID 17941136.
10. 1 2 3  식품의약품안전처. “셀센트리정150mg(마라비록)”.
11. ↑  “Maraviroc (HIV treatment) Dosage, Side Effects”. 《AIDSinfo》. 2020년 2월 20일에 원본 문서에서 보존된 문서. 2021년 5월 21일에 확인함.
12. ↑  Levy JA (January 2009). “HIV pathogenesis: 25 years of progress and persistent challenges”. 《AIDS》 23 (2): 147–60. doi:10.1097/QAD.0b013e3283217f9f. PMID 19098484. S2CID 10571856.
13. ↑  Biswas P, Tambussi G, Lazzarin A (May 2007). “Access denied? The status of co-receptor inhibition to counter HIV entry”. 《Expert Opinion on Pharmacotherapy》 8 (7): 923–33. doi:10.1517/14656566.8.7.923. PMID 17472538. S2CID 32675897.
14. ↑  “Gay News From 365Gay.com”. 2008년 6월 29일에 원본 문서에서 보존된 문서. 2021년 5월 21일에 확인함.
15. ↑  Krauskopf, Lewis (2007년 8월 6일). “Pfizer wins U.S. approval for new HIV drug”. 《Reuters》. 2007년 8월 6일에 확인함.
16. ↑  World Health Organization (2005). “International nonproprietary names for pharmaceutical substances (INN): recommended INN: list 53”. 《WHO Drug Information》 19 (1): 84–5. hdl:10665/73323. License: CC BY-NC-SA 3.0 IGO.

## 추가 참고 목록
- Dean L (2015). 〈Maraviroc Therapy and CCR5 Genotype〉.   Pratt VM, McLeod HL, Rubinstein WS,  외. 《Medical Genetics Summaries》. National Center for Biotechnology Information (NCBI). PMID 28520358. Bookshelf ID: NBK279895.